# Albumy numer jeden w roku 2004 (Japonia)
Notowanie Weekly Album Chart (jap. 週間アルバムランキング Shūkan Arubamu Chāto) przedstawia najlepiej sprzedające się albumy w Japonii. Publikowane jest ono przez magazyn Oricon Style, a dane skompletowane zostały przez Oricon w oparciu o cotygodniowe wyniki sprzedaży fizycznej albumów. Poniżej znajdują się tabele prezentujące najpopularniejsze albumy w danych tygodniach w roku 2004.

## Oricon Weekly Album Chart
| Data            | Album                                                                                             | Wykonawca                | Źródło |
| --------------- | ------------------------------------------------------------------------------------------------- | ------------------------ | ------ |
| 5 stycznia      | wstrzymanie publikacji                                                                            | wstrzymanie publikacji   | [ 1 ]  |
| 12 stycznia     | Wish You the Best                                                                                 | Mai Kuraki               | [ 1 ]  |
| 19 stycznia     | Wish You the Best                                                                                 | Mai Kuraki               | [ 1 ]  |
| 26 stycznia     | LOVE & HONESTY                                                                                    | BoA                      | [ 1 ]  |
| 2 lutego        | LOVE & HONESTY                                                                                    | BoA                      | [ 1 ]  |
| 9 lutego        | Queen Jewels~Very Best of Queen~ (jap. クイーン・ジュエルズ 〜ヴェリー・ベスト・オブ・クイーン〜) | Queen                    | [ 1 ]  |
| 16 lutego       | Queen Jewels~Very Best of Queen~ (jap. クイーン・ジュエルズ 〜ヴェリー・ベスト・オブ・クイーン〜) | Queen                    | [ 1 ]  |
| 23 lutego       | Queen Jewels~Very Best of Queen~ (jap. クイーン・ジュエルズ 〜ヴェリー・ベスト・オブ・クイーン〜) | Queen                    | [ 1 ]  |
| 1 marca         | One × One                                                                                         | Chemistry                | [ 1 ]  |
| 8 marca         | One × One                                                                                         | Chemistry                | [ 1 ]  |
| 15 marca        | Kikō ~Shining Energy~ (jap. 輝煌 〜Shining Energy〜)                                              | Joshi Jūni Gakubō        | [ 1 ]  |
| 22 marca        | commonplace                                                                                       | Every Little Thing       | [ 1 ]  |
| 29 marca        | Iro iro goromo (jap. 色色衣)                                                                      | Spitz (zespół muzyczny)  | [ 1 ]  |
| 5 kwietnia      | "BLUE" A TRIBUTE TO YUTAKA OZAKI                                                                  | Różni artyści            | [ 1 ]  |
| 12 kwietnia     | Utada Hikaru SINGLE COLLECTION VOL.1                                                              | Hikaru Utada             | [ 1 ]  |
| 19 kwietnia     | Shifuku no oto (jap. シフクノオト)                                                                | Mr. Children             | [ 1 ]  |
| 26 kwietnia     | Utada Hikaru SINGLE COLLECTION VOL.1                                                              | Hikaru Utada             | [ 1 ]  |
| 3 maja          | Utada Hikaru SINGLE COLLECTION VOL.1                                                              | Hikaru Utada             | [ 1 ]  |
| 10 maja         | Utada Hikaru SINGLE COLLECTION VOL.1                                                              | Hikaru Utada             | [ 1 ]  |
| 17 maja         | Utada Hikaru SINGLE COLLECTION VOL.1                                                              | Hikaru Utada             | [ 1 ]  |
| 24 maja         | Under My Skin (jap. アンダー・マイ・スキン)                                                       | Avril Lavigne            | [ 1 ]  |
| 31 maja         | Under My Skin (jap. アンダー・マイ・スキン)                                                       | Avril Lavigne            | [ 1 ]  |
| 7 czerwca       | Arata naru kōshinryō o motomete (jap. 新たなる香辛料を求めて)                                     | Naotarō Moriyama         | [ 1 ]  |
| 14 czerwca      | Arata naru kōshinryō o motomete (jap. 新たなる香辛料を求めて)                                     | Naotarō Moriyama         | [ 1 ]  |
| 21 czerwca      | Arata naru kōshinryō o motomete (jap. 新たなる香辛料を求めて)                                     | Naotarō Moriyama         | [ 1 ]  |
| 28 czerwca      | MISIA Love & Ballads                                                                              | Misia                    | [ 1 ]  |
| 5 lipca         | TMG I                                                                                             | TMG                      | [ 1 ]  |
| 12 lipca        | Do You Know?                                                                                      | nobodyknows+             | [ 1 ]  |
| 19 lipca        | Do You Know?                                                                                      | nobodyknows+             | [ 1 ]  |
| 26 lipca        | TRUNK                                                                                             | HY                       | [ 1 ]  |
| 2 sierpnia      | Iza, Now (jap. いざッ、Now)                                                                       | Arashi                   | [ 1 ]  |
| 9 sierpnia      | PORNO GRAFFITTI BEST BLUE'S                                                                       | Porno Graffitti          | [ 1 ]  |
| 16 sierpnia     | PORNO GRAFFITTI BEST BLUE'S                                                                       | Porno Graffitti          | [ 1 ]  |
| 23 sierpnia     | EXPLORER                                                                                          | Noriyuki Makihara        | [ 1 ]  |
| 30 sierpnia     | [síː]                                                                                             | Tsuyoshi Dōmoto          | [ 1 ]  |
| 6 września      | Yggdrasil (jap. ユグドラシル)                                                                     | Bump of Chicken          | [ 1 ]  |
| 13 września     | TOK10                                                                                             | Tokio                    | [ 1 ]  |
| 20 września     | EXODUS                                                                                            | Utada                    | [ 1 ]  |
| 27 września     | 1 ~ONE~                                                                                           | Yuzu                     | [ 1 ]  |
| 4 października  | Peace Of Mind                                                                                     | Kōshi Inaba              | [ 1 ]  |
| 11 października | HEART of GOLD ~STREET FUTURE OPERA BEAT POPS~                                                     | EXILES                   | [ 1 ]  |
| 18 października | HEART of GOLD ~STREET FUTURE OPERA BEAT POPS~                                                     | EXILES                   | [ 1 ]  |
| 25 października | Hagane no renkinjutsushi COMPLETE BEST (jap. 鋼の錬金術師 COMPLETE BEST)                          | Różni artyści            | [ 1 ]  |
| 1 listopada     | Sol-fa (jap. ソルファ)                                                                            | Asian Kung-Fu Generation | [ 1 ]  |
| 8 listopada     | Sol-fa (jap. ソルファ)                                                                            | Asian Kung-Fu Generation | [ 1 ]  |
| 15 listopada    | Greatest Hits: My Prerogative (jap. グレイテスト・ヒッツ:マイ・プリロガティヴ)                    | Britney Spears           | [ 1 ]  |
| 22 listopada    | 5×5 THE BEST SELECTION OF 2002←2004                                                               | Arashi                   | [ 1 ]  |
| 29 listopada    | LOVE JAM                                                                                          | Ai Ōtsuka                | [ 1 ]  |
| 6 grudnia       | SENTIMENTALovers                                                                                  | Ken Hirai                | [ 1 ]  |
| 13 grudnia      | musiQ                                                                                             | Orange Range             | [ 1 ]  |
| 20 grudnia      | musiQ                                                                                             | Orange Range             | [ 1 ]  |
| 27 grudnia      | MY STORY                                                                                          | Ayumi Hamasaki           | [ 1 ]  |